# 三屯碑站
三屯碑站（維吾爾語：سەندۈڭبېي بېكىتى‎，拉丁维文：Sendüngbéy békiti）是乌鲁木齐地铁1号线的地铁车站，位于中国新疆维吾尔自治区乌鲁木齐市天山区燕儿窝路与新华南路交叉口南侧，为1号线南端终点站，亦为乌鲁木齐地铁系统最南端车站，于2019年6月28日开通。

## 车站结构

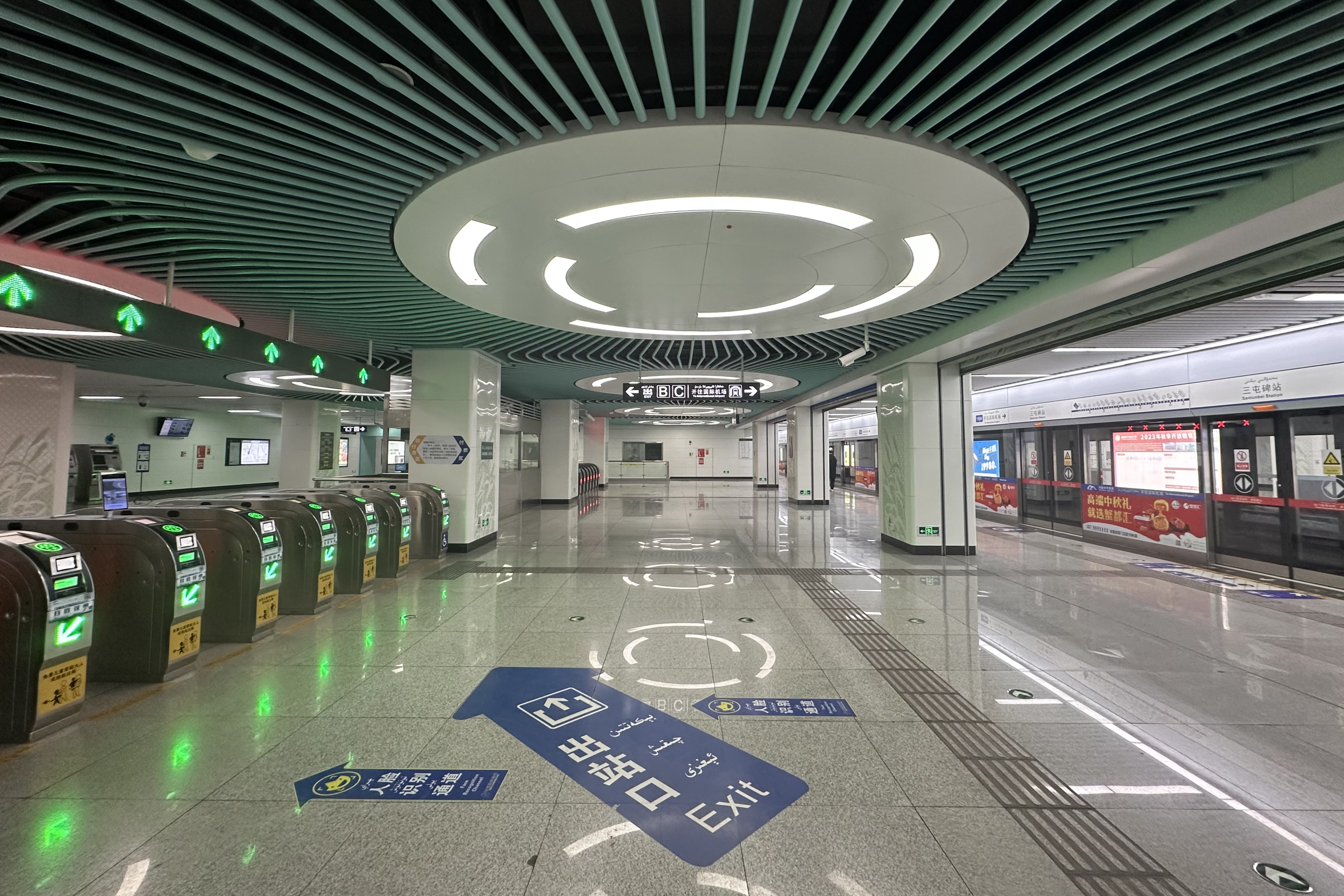
东站厅

三屯碑站沿胜利路南北向设置，为地下一层侧式站台车站，车站长224.7米，宽40.3米，车站地下一层为站厅层及站台层，站台设置全高站台门，地下二层设有换向通道。车站北侧设有一条单渡线，南侧设有一组交叉渡线，并设有两条出入段线，连通燕儿窝停车场。
| 地面                         | 出入口     | B、C、D出入口 |
| 地下一层                     | 站厅及站台 | \| 客服中心、自动售票机、验票机 \| \| \| \| 側式 · 開右邊车门 \| \| \| \| \| \| █ 1号线往国际机场（新疆大学） \| \| \| \| █ 1号线落客 \| \| 側式 · 開右邊车门 \| \| \| \| 客服中心、自动售票机、验票机 \| \| \| |
| 地下二层                     | 通道       | 换向通道 |
| 客服中心、自动售票机、验票机 |            | |
| 側式 · 開右邊车门            |            | |
|                              |            | █ 1号线往国际机场（新疆大学） |
|                              |            | █ 1号线落客 |
| 側式 · 開右邊车门            |            | |
| 客服中心、自动售票机、验票机 |            | |

## 车站出口
三屯碑站目前开放3个出入口，其中B、C出入口连通东站厅，D出入口连通西站厅，各出口及周围设施如下所示：
| 编号                | 出入口信息                       | 照片       | 无障碍设施 |
| 连通东站厅          | 连通东站厅                       | 连通东站厅 | 连通东站厅 |
| ------------------- | -------------------------------- | ---------- | ---------- |
| B · 出口            | 燕儿窝路东侧，乌鲁木齐海洋馆     |            | 不適用     |
| C · 出口            | 燕儿窝路东侧，乌鲁木齐市水上乐园 |            | 不適用     |
| 连通西站厅          |                                  |            |            |
| D · 出口 · （设有） | 新华南路南侧，天山之星饭店       |            |            |
| 图例： 设有         |                                  |            |            |

## 接驳交通

### 公交车
- 三屯碑：2路，7路，9路，51路，311路，528A路，537路，4103路，D009路

## 车站历史
- 2014年10月4日，车站主题结构封顶[2]。
- 2019年6月28日，车站随1号线全线通车开通[1]。
- 2020年
  - 2月2日，受新冠疫情影响，车站暂停运营[3]。3月11日，车站恢复运营[4]。
  - 7月16日，受新冠疫情影响，车站暂停运营[5]。9月20日，车站恢复运营[6]。